# Österreichische Völker- und Ruhmeshalle
Die Österreichische Völker- und Ruhmeshalle war ein nicht realisiertes Projekt, welches auf dem Wiener Leopoldsberg Anfang des 20. Jahrhunderts erbaut werden sollte.

## Geschichte
Nachdem der Plan von Richard von Kralik (1852–1934) einer Ruhmeshalle auf dem Leopoldsberg Anfang des 20. Jahrhunderts endgültig gescheitert war, griff diese Idee der Architekt Friedrich Ohmann (1859–1927) noch während des Ersten Weltkriegs auf. 1915 wurde ein Wettbewerb zum Thema „Kriegerdenkmal“ öffentlich ausgeschrieben. Über 200 Entwürfe wurden eingereicht.
Der ungünstige Verlauf des Krieges für Österreich-Ungarn und der Zusammenbruch der Doppelmonarchie 1918 setzten jedoch den Plänen ein Ende.